# 新山平四郎
新山 平四郎（にいやま へいしろう、1869年7月17日 - 不明）は、明治から昭和初期にかけて文部省技師として活躍した建築家。明治期の新設された学校建築を多く手がけた。

## 経歴
- 1869年（明治2年）茨城県に生まれる。
- 1890年（明治23年）工手学校（現工学院大学）造家学科を卒業。
- 1893年（明治26年）東京郵便局電信局傭員、逓信省郵便電信書記補。
- 1896年（明治29年）逓信省退官、文部省技手。
- 1907年（明治40年）文部省技師、文部省札幌出張所長。
- 1909年（明治42年）文部省秋田出張所長。
- 1912年（大正元年） 文部省桐生出張所長。
- 1918年（大正7年）文部省横浜出張所長。
- 1931年（昭和6年）文部省退職。

## 主な作品
- 宗教大学本館（現大正大学）（東京都、車寄のみ明治村に移築）
- 東北帝国大学農科大学（現北海道大学）予科講堂（札幌市、現存しない）
- 東北帝国大学農科大学（現北海道大学）林学科講堂（札幌市、現存）
- 東北帝国大学農科大学（現北海道大学）畜産科講堂（札幌市、現存しない）
- 東北帝国大学農科大学（現北海道大学）第二農場移築（札幌市、現存、重要文化財）
- 小樽高等商業学校本館（現小樽商科大学）（小樽市、現存しない）
- 秋田鉱山専門学校（現秋田大学工学資源学部）（秋田市、現存しない）
- 桐生高等染織学校（現群馬大学）（桐生市、一部現存）
- 横浜高等商業学校（現横浜国立大学経済学部）（横浜市、現存しない）